# Cây đập lúa

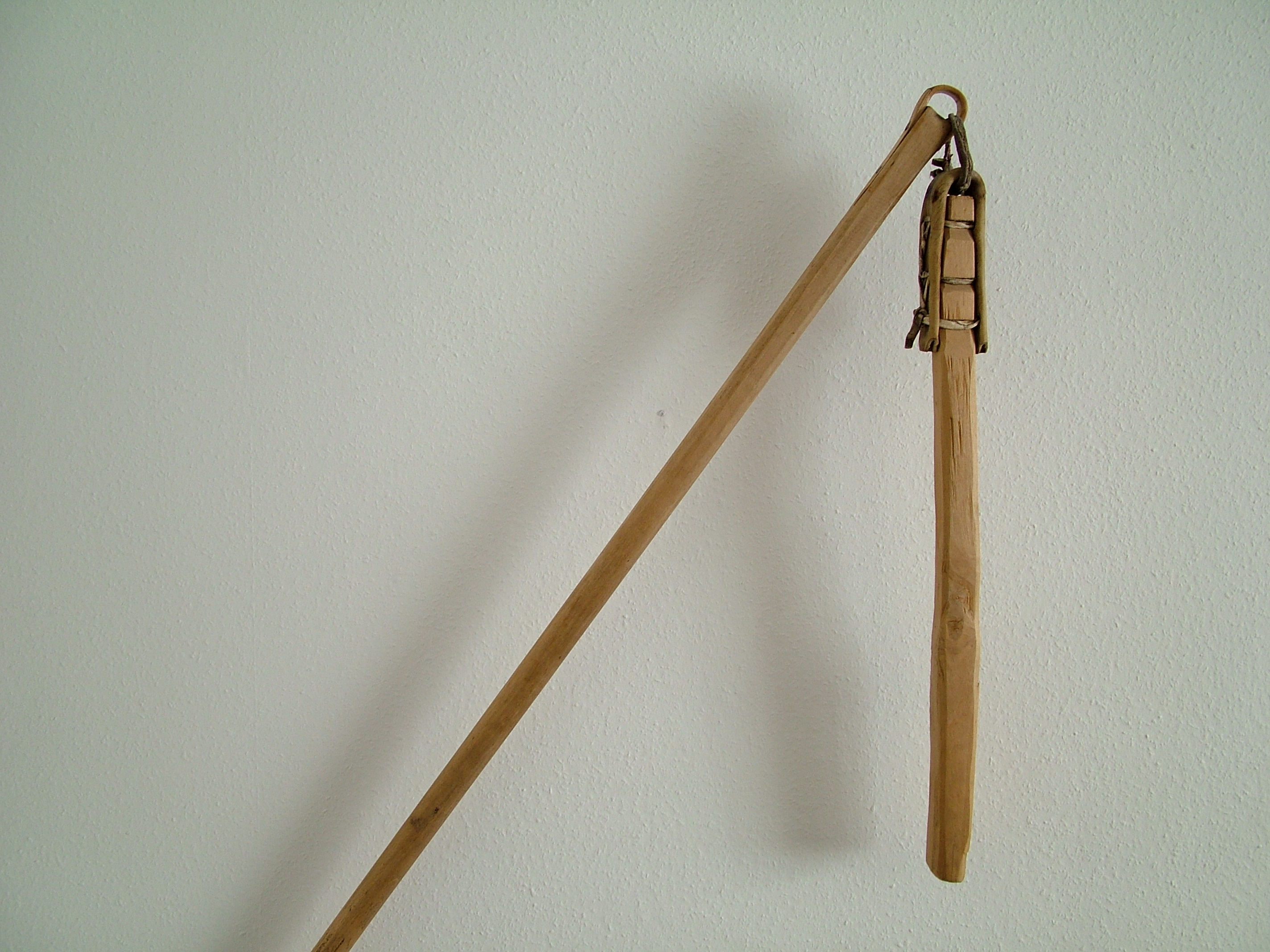
Hình dạng của một cây đập lúa

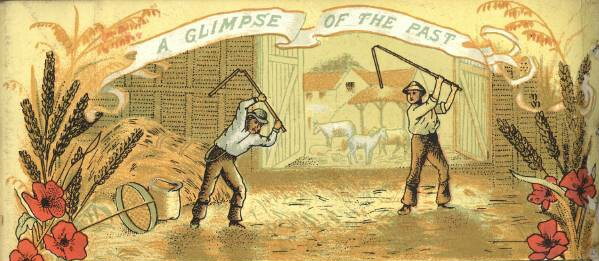
Cây đập lúa được sử dụng ở nước Anh

Cây đập lúa là một công cụ  nông nghiệp  được sử dụng để đập trong quá trình tách hạt từ vỏ.

## Trong nông nghiệp
Nó thường được làm từ hai hay nhiều thanh cây lớn kèm theo một chuôi ngắn. Cây đập lúa được vung lên rồi đập xuống nhiều lần vào đống hạt, làm hạt rời khỏi vỏ và thân lúa. Kích thước và hình dạng cụ thể của cây đập lúa được người nông dân làm cho phù hợp với loại ngũ cốc thu hoạch. Ví dụ, cây đập lúa của nông dân dùng đập lúa mì thường làm từ hai miếng gỗ, kích thước thanh thứ nhất dài 1,5 m đường kính 3 cm và kích thước của thanh thứ hai dài 1 m, đường kính 3 cm với một khúc côn nhẹ ở phía cuối. Cây đập lúa được sử dụng cho các loại ngũ cốc khác nhau sẽ có kích thước khác nhau.

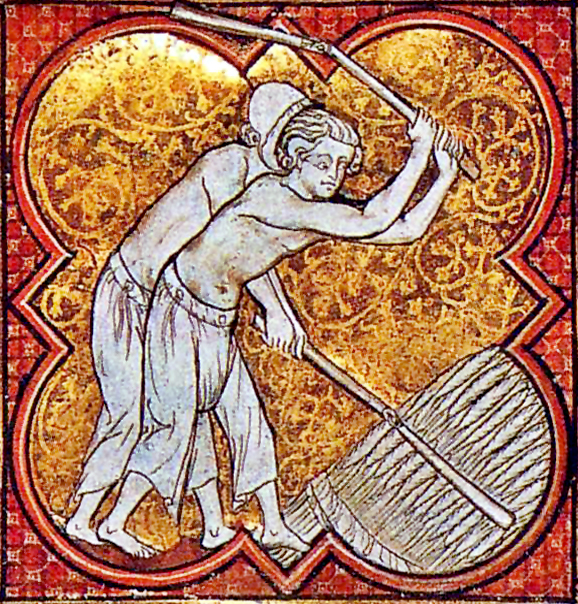
Nông dân Pháp đập với cây đập lúa khoảng năm 1270.

Ở nhiều nước, cây đập lúa nói chung không còn được sử dụng do sự xuất hiện của các công nghệ mới như máy gặt đập liên hợp  giảm nhân công, tăng năng suất. Nhưng ở một số nơi,  như Minnesota chỉ dùng cây đập lúa mới thu hoạch được lúa hoang dã, do công cụ này gọn gàng tiện dụng, kích thước dài không quá 80 cm

## Phi nông nghiệp
Như với hầu hết các công cụ nông nghiệp, cây đập lúa thường được sử dụng như một loại vũ khí của những người nông dân. Nó được nhắc tới từ nguồn gốc của sự chỉ huy hai mảnh được biết đến trong Okinawa kobudō hệ thống vũ khí như nunchaku. Việc sử dụng đầu tiên được biết đến của cây đập lúa như một vũ khí là do nông dân dưới sự lãnh đạo của Jan Žižka trong Chiến tranh Hussite ở Bohemia.
Ở Ai Cập cổ đại, đòn đập lúa là một biểu tượng gắn liền với hoàng đế, tượng trưng cho khả năng của mình để cung cấp cho người dân.